# Rhynchina caerulescens
Rhynchina caerulescens là một loài bướm đêm trong họ Erebidae.